# Diaphoranthema
Diaphoranthema ist eine Untergattung der Gattung Tillandsia in der Familie der Bromeliengewächse (Bromeliaceae). Es sind die kleinsten Arten der Gattung Tillandsia und damit auch der ganzen Familie der Bromeliengewächse (Bromeliaceae).

## Beschreibung
Sie leben vornehmlich epiphytisch, also auf anderen Pflanzen (hauptsächlich sind dies Bäume oder Kakteen). Es gibt aber auch Arten, die lithophytisch leben, also auf Felsen (aber auch Dächern und sogar Telefondrähten). Keine der Arten lebt terrestrisch (auf dem Boden). Alle Arten sind graue Tillandsien in niederschlagsarmen Gebieten mit hoher Luftfeuchtigkeit. Sie bevorzugen die volle Sonne und sind deshalb in den oberen Etagen der Wälder, auf Felsen oder (seltener) auf dem Boden anzutreffen. Es sind die kleinsten Arten der Gattung Tillandsia und damit auch der ganzen Familie der Bromeliengewächse (Bromeliaceae). Und die kleinste unter ihnen ist Tillandsia bryoides; sie wird selten größer als 5 cm.
Sie sind haben nur sehr wenige Wurzeln oder sind weitgehend wurzellose Pflanzen. Die Laubblätter stehen in kleinen Rosetten oder an kurzen Stämmchen; eine besondere Wuchsform hat Tillandsia usneoides (siehe dort). Die Blätter sind derb, ganzrandig und relativ dicht mit Saugschuppen besetzt.
Im Gegensatz zu vielen anderen Bromelien sind ihre Blütenstände relativ unscheinbar und klein. Die zwittrigen, dreizähligen Blüten haben allerdings ganz normale Größen für Tillandsia-Arten. Die drei Kelchblätter sind frei, symmetrisch. Die Farbe der drei freien Kronblätter ist unterschiedlich bei den einzelnen Arten.
Die sechs Staubblätter sind kürzer als die schmalen Blütenkronblätter. Der Griffel ist kurz und dick. Sie bilden Kapselfrüchte, in denen die Flughaare der Samen nicht gefaltet sind.

## Arten (vollständig)
Es gibt etwa 31 Arten (Stand 2015):
| - Tillandsia aizoides Mez - Tillandsia andicola Gillies ex Baker - Tillandsia angulosa Mez - Tillandsia bandensis Baker - Tillandsia brealitoensis L.Hrom. - Tillandsia caliginosa W.Till - Tillandsia capillaris Ruiz & Pav. - Tillandsia castellanii L.B.Sm. - Tillandsia copynii Gouda - Tillandsia cotagaitensis L.Hrom. - Tillandsia crocata (E.Morren) N.E.Br. - Tillandsia erecta Gillies ex Baker - Tillandsia funebris A.Cast. - Tillandsia gilliesii Baker - Tillandsia hirta W.Till & L.Hrom. - Tillandsia kuehhasii W.Till - Tillandsia landbeckii Philippi - Tillandsia loliacea Mart. ex Schult. & Schult. f. - Tillandsia minutiflora Donadío - Tillandsia mollis H.Hrom. & W.Till - Tillandsia myosura Griseb. ex Baker - Tillandsia pedicellata (Mez) A.Cast. - Tillandsia porongoensis L.Hrom. & P.Schneider - Tillandsia rectangula Baker - Tillandsia recurvata (L.) L. - Tillandsia retorta Griseb. ex Baker - Tillandsia spiralipetala Gouda - Tillandsia tenebra L.Hrom. & W.Till - Tillandsia tricholepis Baker - Tillandsia usneoides (L.) L. - Tillandsia virescens Ruiz & Pav. |